# The Mamas & the Papas
The Mamas & The Papas foi um grupo vocal formado na Califórnia, Estados Unidos, nos anos 1960, por John Phillips (responsável pelas composições do grupo), Michelle Phillips, 'Mama' Cass Elliot e Denny Doherty. Entre 1966 e 1968, alcançaram renomados sucessos nas paradas de todo o mundo com canções como "Monday, Monday" e "California Dreamin'", até hoje suas canções mais conhecidas.
O The Mamas & The Papas foi uma das únicas bandas norte-americanas a conseguir manter o sucesso e a par de poder competir com a Invasão Britânica. O grupo gravou e se apresentou de 1965 a 1968, lançando cinco álbuns e legou dez sucessos entre os compactos mais vendidos.
O grupo teve bastante sucesso, que se deve as belas harmonizações vocais, acompanhamento em estúdio, de seus discos, por músicos profissionais, e a sua participação na contracultura sessentista. O grupo também deixou um legado de excelentes releituras de vários sucessos de outros artistas dos anos 1960, como “I Call Your Name”, “Do You Wanna Dance?”, “My Girl” e “Twist and Shout”.

## História
O nome The Mamas & The Papas surgiu inspirado por um programa de televisão, em que seus integrantes assistiam a uma entrevista com alguns Hells Angels e um deles disse que chamavam suas  mulheres de 'mammas', o que bastou para que Cass e Michelle quisessem ser 'mammas também, sobrando então para John e Denny serem os 'papas'.
Em março de 1966, o grupo lançou seu primeiro álbum, If You Can Believe Your Eyes and Ears, que trazia dois dos seus maiores sucessos, "California Dreaming" e "Monday, Monday", e atingiu o primeiro lugar nas paradas americanas. Em 2003, a revista especializada em música Rolling Stone listou este álbum na 127ª posição entre os 500 melhores  de todos os tempos.
John Phillips casou-se com Michelle Gillian (Michelle Phillips é nome artístico de Holly Michelle Gilliam) em 1962. Depois do início do sucesso do grupo, Michelle e Denny Doherty, o principal vocalista, começaram um romance que mativeram em segredo dos outros membros do grupo, até ser descoberto pelo marido John. Posteriormente, Michelle acabou se envolvendo com Gene Clark do grupo The Byrds. Com isso, John Philips consultou  seus advogados e Michelle acabou sendo formalmente demitida do grupo em 1966. Para seu lugar, foi contratada Jill Gibson, antes do lançamento do segundo álbum chamado The Mamas & The Papas.
O álbum trouxe os sucessos Dancing in the Street, Words Of Love e Dedicated To The One I Love e atingiu o quarto lugar nas paradas de sucesso americanas. Como os fãs não aceitaram muito Jill, o grupo aceitou Michelle de volta ainda em 1966. John e Michelle acabaram se reconciliando pouco tempo depois.
Em 1967, lançaram o álbum Deliver, que foi segundo lugar nas paradas dos mais vendidos e trouxe alguns sucessos como "My Girl" e "Creeque Alley". Neste mesmo ano, John Philips ajudou a organizar o Festival de Monterey Pop, no qual o grupo se apresentou, uma de suas últimas apresentações ao vivo.

### O fim
Ainda em 1967, após uma discussão com John Phillips, Mama Cass abandonou o grupo e só uniu-se ao grupo no ano seguinte, para gravação do que seria o último álbum, em 1968. Pelo menos durante alguns anos, quando por exigência contratual (uma das cláusulas), houve um breve retorno durante 1971/1972 e o lançamento de mais um disco, o quinto na trajetória. Lembrando que, o quarto álbum do grupo atingiu o décimo quinto lugar nas paradas, conseguiu notório sucesso com "Dream a Little Dream of Me", que foi creditado como sendo gravado por Mama Cass with The Mamas and The Papas, sendo cantada apenas por ela.
Em 1971, a gravadora do grupo exigiu a gravação de mais um disco, People Like Us, que pode ser considerado um breve retorno ou um "quase" retorno do grupo.

### Pós The Mamas & The Papas
John Philips tornou-se produtor cinematográfico, e Michelle Gillian (de quem se divorciou, em 1970) começou carreira de atriz. Denny Doherty e Cass Elliot lançaram discos solo, mas foi ela que conseguiu maior destaque, e fez sucesso com as canções "Make Your Own Kind of Music", "Dream a Little Dream of Me" e "It's Getting Better".
- "Mama" Cass Elliot (Ellen Naomi Cohen) morreu de ataque do coração em 29 de julho de 1974, após se apresentar em shows solo em Londres. John Philips também morreu de problemas cardíacos em 18 de março de 2001. Denny Doherty morreu em 19 de janeiro de 2007, aparentemente por causa do aneurisma abdominal, jamais curado. Michelle é a única sobrevivente da primeira formação.

### The Mamas & The Papas New Generation: A reconstituição e a renovação
Em 1982, Denny Doherty e John Phillips, idealizam e reconstituem "the Mamas and the Papas", juntamente Mackenzie Phillips - Laura MacKenzie Phillips(filha de John) e Elaine Spanky - Elaine MacFarlane, ex-Spank's and Our Gang. anos 60, a nova equipe 'MM.PP.' apresentando velhos êxitos e novos temas escritos por John Phillips. Doherty produziu um espectáculo na Broadway, intitulado Dream a Little Dream que consistia na narração da história de "The Mamas & the Papas" segundo a sua perspectiva. Foi bem recebido e teve críticas favoráveis.
Em 1993, pouco após início, a formação do grupo era: Denny Doherty(retornando), Scott McKenzie - intérprete do sucesso 'San Francisco', composição de John Phillips, Lisa Brascia e Deb Lyons. Houve em 1992, um procedimento cirúrgico, no qual, sujeitado John, recebeu um transplante de fígado, transcorrendo bem. Retornando John, em 1994, momentaneamente quinteto, Denny retoma atividades carreira individual, novamente quarteto, durante 1995 é gravado um CD ao vivo, intitulado "California Dreamin Live In Concert"(Que só foi lançado em 1998). Desde então, o grupo passou por mais algumas formações e sempre tendo a frente o "papa" John Phillips.
Depois escolhidos rigorosamente de próprio John Phillips vieram: Chrissy Faith, Janelle Sadler, David Baker e Mark Williamson, durante 1998-99-2000.
Com a morte de John aos 65 anos, em 2001, a formação permanecida a partir de 2002° até 2006-07, é Janelle Sadler, Chrissy Faith, Scott McKenzie, Denny Doherty retornando. Em 2011, o maestro John Kito (tecladista e diretor musical do grupo, conhecido também como John Buonamassa) assume o comando. Retornam David Becker(Dave) e Mark Williamson, Janelle Sadler e Chrissy Faith. Respectivamente, 2012 e 2015, ingressam novos 'papas': Manny Moreira e Jeffrey Ross, substituindo Dave e Mark, permanecendo as 'mamas' Chrissy e Janelle. °Entre parte 2º semestre de 2001/ parte 1º semestre de 2002, a formação momentânea consiste nos integrantes, Michelle Gilliam(ex-Phillips), Bijou Phillips°°, Chrissy Faith, Denny Doherty, Dave Baker. °°filha de Geneviève Waïte e John Phillips, matrimônio durante 1972/1985, anteriormente, Michelle Gilliam, Sra. Susan Adams.
Ao longo dos anos, The Mamas and the Papas têm insistido em representar uma ideia, um som, um modo de vida. Eles ainda se recusam a depender de um vocalista gritando, um estilo de cabelo, ou um guitarrista chamando a atenção para si. Além disso, John escreveu e arranjou tantas grandes canções, que nunca The Mamas and the Papas precisa preencher o seu tempo no palco, recorrendo a medleys de canções de outros artistas para preencher sua hora no palco ou para agradar o público. Os novos The Mamas and Papas continuam a tradição que John começou. Eles ainda mantêm vivos os sonhos e esperanças de todas as gerações.
Em qualquer apresentação do The Mamas and The Papas pelo mundo você vai olhar para a platéia e vai ver, pelo menos, três gerações assistindo, ouvindo e cantando junto. John ainda deixou o depoimento sobre o The Mamas and The Papas (New Generation): "Quando as harmonias realmente começam a trabalhar, temos um tom especial, como uma quinta voz. Nós apelidamos de 'Harvey'. Tudo o que posso dizer sobre a música é que 'Harvey' está aparecendo bastante estes dias!"

## Discografia
Álbuns de estúdio
- If You Can Believe Your Eyes and Ears (1966)
- The Mamas & the Papas (1966)
- The Mamas & The Papas Deliver (1967)
- The Papas & the Mamas (1968)
- People Like Us (1971)